# Yvan Alounga
Yvan Gregory Alounga Avebe, noto semplicemente come Yvan Alounga (Ebolowa, 5 febbraio 2002), è un calciatore camerunese, attaccante del Lafnitz.

## Caratteristiche tecniche
È un centravanti.

## Carriera
Cresciuto nel settore giovanile dell'Aarau, debutta in prima squadra il 20 luglio 2019 in occasione dell'incontro di Challenge League pareggiato 1-1 contro il Winterthur. Al termine della stagione si trasferisce a titolo definitivo al Lucerna.

## Statistiche

### Presenze e reti nei club
Statistiche aggiornate al 21 maggio 2021.
| Stagione        | Squadra         | Campionato      | Campionato | Campionato | Coppe nazionali | Coppe nazionali | Coppe nazionali | Coppe continentali | Coppe continentali | Coppe continentali | Altre coppe | Altre coppe | Altre coppe | Totale | Totale |
| Stagione        | Squadra         | Comp            | Pres       | Reti       | Comp            | Pres            | Reti            | Comp               | Pres               | Reti               | Comp        | Pres        | Reti        | Pres   | Reti   |
| --------------- | --------------- | --------------- | ---------- | ---------- | --------------- | --------------- | --------------- | ------------------ | ------------------ | ------------------ | ----------- | ----------- | ----------- | ------ | ------ |
| 2019-2020       | Aarau           | ChL             | 30         | 5          | CS              | 1               | 0               |                    | -                  | -                  |             | -           | -           | 31     | 5      |
| 2020-2021       | Lucerna         | ASL             | 25         | 1          | CS              | 2               | 0               |                    | -                  | -                  |             | -           | -           | 27     | 1      |
| Totale carriera | Totale carriera | Totale carriera | 55         | 6          |                 | 3               | 0               |                    | -                  | -                  |             | -           | -           | 58     | 6      |

## Palmarès

### Club

#### Competizioni nazionali
- Coppa Svizzera: 1

Lucerna: 2020-2021